# Prêmio LeBlanc
Prêmio LeBlanc é uma premiação brasileira criada em 2018 e destinada a premiar obras nacionais nas áreas de quadrinhos, animação, literatura fantástica e games (este último, a partir da segunda edição). O nome do prêmio faz homenagem ao artista haitiano André LeBlanc, que residiu e trabalhou por muitos anos no Brasil e nos Estados Unidos.
O prêmio é organizado pelo Programa de Pós-Graduação em Mídias Criativas da Escola de Comunicação da Universidade Federal do Rio de Janeiro e pela Universidade Veiga de Almeida, instituições também responsáveis pela Semana Internacional de Quadrinhos (SIQ), evento acadêmico sobre quadrinhos da UFRJ durante o qual tradicionalmente ocorre a cerimônia de entrega dos troféus.
A votação ocorre em dois momentos: primeiro, uma votação popular define os três finalistas de cada categoria que são, posteriormente, analisados por um júri técnico que define cada vencedor. Podem ser indicadas quaisquer obras lançadas entre 1º de janeiro de 31 de dezembro do ano anterior ao do prêmio, desde que sejam pertinentes à categoria.

## Premiados

### 2018
| Categoria                                                                                     | Vencedor(es) | Finalistas |
| --------------------------------------------------------------------------------------------- | --- | --- |
| Animação                                                                                      | | |
| Série de animação nacional                                                                    | Irmão do Jorel Juliano Enrico / Copa Studio                                                                                  | - Gibi Nossa Turma (Jonathas Dotta / independente) - Oswaldo (Pedro Eboli / Birdo Studio) |
| Longa animado nacional                                                                        | Historietas Assombradas (para Crianças Malcriadas) Victor-Hugo Borges, diretor / Copa Studio                                 | - As aventuras do pequeno Colombo (Rodrigo Gava, diretor / Gava Produções) - Lino: uma aventura de sete vidas (Rafael Ribas Buzzu, diretor / StartAnima)                                                      |
| Curta animado nacional                                                                        | Trevas à parte Maurício Maia, diretor / Estúdio Escola de Animação                                                           | - Ratolactasia (Lena Franzz, diretor / Estúdio Escola de Animação) - Sob o véu da vida oceânica (Francisco Meirelles, diretor / O2 Filmes) - Taxidermia (Pedro Barreto, diretor / Estúdio Escola de Animação) |
| Animação publicitária ou animação produzida para broadcasting nacional                        | Abertura Novo Mundo Luciana Jordão e Leonardo Fleuri, diretores / Koi Factory                                                | - Campanha de vacinação HPV (Rafael Damy / Fields 360 e Vapt Filmes) - Abertura Tá no Ar (Visorama) |
| Literatura fantástica                                                                         | | |
| Romance nacional de fantasia, ficção científica ou terror                                     | Guanabara real: alcova da morte Enéias Tavares, Nikelen Witter e‎ A.Z. Cordenonsi / editora AVEC                              | - Passagem para a escuridão (Danilo Sarcinelli / editora Verve) - Ordem vermelha: filhos da degradação (Felipe Castilho / editora Intrínseca)                                                                 |
| Antologia nacional de fantasia, ficção científica ou terror                                   | Mitografias, vol. I: mitos modernos Leonardo Henrique Tremeschin, Andriolli Costa e Lucas Rafael Ferraz, org. / independente | - Raízes de vento e sangue: 7 visitas aos mitos brasileiros (Lauro Kociuba / independente) - Narrativas do medo (Vitor Abdala, org. / editora Autografia)                                                     |
| Romance estrangeiro de fantasia, ficção científica ou terror publicado em língua portuguesa   | Jardins da lua Steven Erikson / editora Arqueiro                                                                             | - A quinta estação (N. K. Jemisin / editora Morro Branco) - O navio arcano (Robin Hobb / editora LeYa Brasil)                                                                                                 |
| Antologia estrangeira de fantasia, ficção científica ou terror publicada em língua portuguesa | Mulheres perigosas George R. R. Martin, org. / editora LeYa Brasil                                                           | - Herdeiros de Drácula (Richard Dalby, org. / editora HarperCollins) - H. P. Lovecraft. Medo Clássico, volume 1 (editora DarkSide)                                                                            |
| Quadrinhos                                                                                    | | |
| História em quadrinhos independente nacional                                                  | Necromorfus Gabriel Arrais e Rafael Vasconcellos Leite                                                                       | - Carniça (Rodrigo Ramos e Marcel Bartholo) - SuperBel (Marcelo Tiburcio Vanni) |
| História em quadrinhos nacional publicada por editora                                         | A infância do Brasil José Aguiar / editora AVEC                                                                              | - A Canção do Cão Negro, volume 2 (Cesar Alcázar e Fred Rubim / editora AVEC) - Salto (Rapha Pinheiro / editora AVEC)                                                                                         |
| História em quadrinhos estrangeira publicada em língua portuguesa                             | Alena Kim W. Andersson / editora AVEC                                                                                        | - Elric: o trono de rubi (Julien Blondel, Jean-luc Cano,‎ Didier Poli,‎ Robin Recht,‎ Jean Bastide e Julien Telo / editora Mythos) - Saga, volume 5 (Brian K. Vaughan e Fiona Staples / editora Devir)           |
| Série nacional de tirinhas                                                                    | Linha do Trem Raphael Salimena                                                                                               | - Malvados (André Dahmer) - Um Sábado Qualquer (Carlos Ruas) |

### 2019
| Categoria                                                                                     | Vencedor(es)                                                                       | Finalistas |
| --------------------------------------------------------------------------------------------- | ---------------------------------------------------------------------------------- | --- |
| Animação                                                                                      |                                                                                    | |
| Série de animação nacional (TV oiu websérie)                                                  | Super Drags Combo Estúdio                                                          | - Biduzidos (Copa Studio e Mauricio de Sousa Produções) - Irmão do Jorel (Copa Studio e Cartoon Network Brasil) |
| Longa animado nacional                                                                        | Tito e os pássaros Gustavo Steinberg, Gabriel Bitar e Andre Catoto Dias, diretores | Vencedor por unanimidade |
| Curta animado nacional (festival ou webcurta)                                                 | Gravidade Amir Admoni, diretor                                                     | - Lé com Cré (Cassandra Reis, diretora) - Por um som orgânico (Fábio Purper Machado, diretor) - O homem na caixa (Ale Borges, Alvaro Furloni e Guilherme Gehr, diretores) - Trip & Treasure (Estúdio Escola de Animação, Baluarte Cultura e Copa Studio)          |
| Animação publicitária ou animação produzida para broadcasting                                 | A Queda Zombie Studio / Cliente: Hospital do Amor                                  | - Aquarela (DAVID São Paulo / Cliente: Faber-Castell) - Campanha "Defenda-se" (Centro Marista de Defesa da Infância) - Deus Salve o Rei (Alexandre Romano e Flavio Mac, diretores / Cliente: Rede Globo) - Você faz acontecer (Zombie Studio / Cliente: Bradesco) |
| Games                                                                                         |                                                                                    | |
| Game nacional para mobile                                                                     | Dandara Raw Fury                                                                   | - Let's Zeppelin (Gazeus Games) - Until Dead Think to Survive (Monomyto Game Studio) |
| Game nacional para PC ou console                                                              | Sword Legacy: Omen Firecast Studio e Fableware: Narrative Design                   | - Akane (Ludic Studios) - Dandara (Raw Fury) |
| Literatura fantástica                                                                         |                                                                                    | |
| Romance nacional de fantasia, ficção científica ou terror                                     | Auto da maga Josefa Paola Lima Siviero / editora Dame Blanche                      | - Araruama: O livro das raízes (Ian Fraser / editora Moinhos) - Vera Cruz: sonhos e pesadelos (Gabriel Billy / editora AVEC) |
| Antologia nacional de fantasia, ficção científica ou terror                                   | Fractais tropicais Nelson de Oliveira, org. / editora Sesi-SP                      | - Aqui quem fala é da Terra (André Caniato e Jana Bianchi, org. / editora Plutão Livros) - Narrativas do medo II (Vitor Abdala, org. / editora CopaBooks) |
| Romance estrangeiro de fantasia, ficção científica ou terror publicado em língua portuguesa   | Despertar Octavia Butler / editora Morro Branco                                    | - Fogo e sangue (George R. R. Martin / editora Suma) - Hex (Thomas Olde Hevelt / editora DarkSide) - Outsider (Stephen King / editora Suma) |
| Antologia estrangeira de fantasia, ficção científica ou terror publicada em língua portuguesa | Crônicas de espada e feitiçaria Gardner Dozois / editora LeYa Brasil               | - Conan, o Bárbaro – livro 2 (Robert E. Howard / editora Pipoca & Nanquim) - Edgar Allan Poe – Vol. 2 (DarkSide Books) - Sonhos elétricos (Philip K. Dick / DarkSide Books)                                                                                       |
| Quadrinhos                                                                                    |                                                                                    | |
| História em quadrinhos independente nacional                                                  | The guardian: em busca da luz Gustavo Piacentin                                    | - Lama (Rodrigo Ramos e Marcel Bartholo) - Rio Negro 2 (Ikarow Waxwings) |
| História em quadrinhos nacional publicada por editora                                         | Bartolomeu Victor Moura / editora Caligari                                         | - Delirium Tremens (Raphael Fernandes, org. / editora Draco) - Justiça sideral: Recomeços (Deyvison Manes e Netho Diaz / editora AVEC) |
| História em quadrinhos estrangeira publicada em língua portuguesa                             | Mort Cinder Alberto Breccia / editora Figura                                       | - Paraíso perdido (John Milton e Pablo Auladell / editora DarkSide) - Um pedaço de madeira e aço (Christophe Chabouté / editora Pipoca & Nanquim) |
| Série nacional de tirinhas                                                                    | Mar Menino Paulo Moreira                                                           | - Pocketscomics (Renato Lima) - Tê Rex - Spoilerfobia (Marcel Ibaldo) - Um Sábado Qualquer (Carlos Ruas) |

### 2020
| Categoria                                                     | Vencedor(es)                                                                          | Finalistas |
| ------------------------------------------------------------- | ------------------------------------------------------------------------------------- | --- |
| Animação                                                      |                                                                                       | |
| Série de animação nacional (TV ou websérie)                   | Irmão do Jorel Copa Studio                                                            | - Ico Bit Zip (Copa Studio) - O (Sur)real Mundo de Any Malu (Combo Studio) |
| Longa animado nacional                                        | Cidade dos Piratas Dirigido por Otto Guerra                                           | - Fujiwara Manchester - O Filme (Dirigido por Alê Camargo) - Irmão do Jorel – Edição especial alucinante (Dirigido por Juliano Enrico)                                                                            |
| Curta animado nacional (festival ou webcurta)                 | Carne Camila Kater                                                                    | - Apneia (Walkir Fernandes e Carol Sakura) - Sangro (Tiago Minamisawa, Bruno H Castro e Guto BR) - Contra-Filé (Pedro Iuá) - Hornzz (Lea Franzz)                                                                  |
| Animação publicitária ou animação produzida para broadcasting | Mulheres fantásticas Campo 4                                                          | - Éramos Seis (abertura) (Koi Factory) - Brilhe do Seu Jeito (Publicis Brasil / Cliente: Bradesco) |
| Games                                                         |                                                                                       | |
| Game nacional para mobile                                     | Hoppia Tale LudicSide                                                                 | - CuteParty (Lucas Carvaho e Renan Vieira) |
| Game nacional para PC ou console                              | Sky Racket Double Dash Studios                                                        | - Árida: Backland’s Awakening (Aoca Game Lab e Southbox Game Studio) - Blazing Chrome (JoyMasher The Arcade Crew) - Kawaii Deathu Desu (Pippin Games)                                                             |
| Literatura fantástica                                         |                                                                                       | |
| Romance nacional de fantasia, ficção científica ou terror     | Snowglobe Fábio M. Barreto / editora SOS Hollywood Productions                        | - Espíritos de Tormenta – As lâminas ancestrais (Daniel Jahchan e Andrey Gayo Lima / editora Astral Cultural) - A Deusa no Labirinto (Karen Soarele / editora Jambô)                                              |
| Antologia nacional de fantasia, ficção científica ou terror   | Duendes – Contos sombrios de reinos invisíveis Ana Lúcia Merege, org. / Editora Draco | - Curtos e Fantásticos (Karen Soarele, Vinicius Mendes, Wesnen Tellurian, org. / editora Jambô) - Vilãs – Contos sobre mulheres poderosas e o lado obscuro das histórias (Clara Madrigano, org. / editora Corvus) |
| Quadrinhos                                                    |                                                                                       | |
| História em quadrinhos independente nacional                  | Found Footage Marvin Rodriguez                                                        | - Corenstein – Volume 2 – Como faz para parar? (Cora Ottoni) - Orixás – Ikú (Alex Mir) |
| História em quadrinhos nacional publicada por editora         | O Elísio – Uma jornada ao inferno Renato Dalmasio / editora AVEC                      | - A Máscara da Morte Branca (Alexey Dodsworth e Isaque Sagara / Editora Draco) - Mesa 44 (Rapha Pinheiro / editora AVEC)                                                                                          |
| Série nacional de tirinhas                                    | Corenstein – Volume 2 – Como faz para parar? Cora Ottoni                              | - Pocketscomics (Renato Lima) - Os Malvados (André Dahmer) - Um Sábado Qualquer (Carlos Ruas) |

### 2021
| Categoria                                                     | Vencedor(es)                                                                                            | Finalistas                                                                       |
| ------------------------------------------------------------- | --- | -------------------------------------------------------------------------------- |
| Animação                                                      | |                                                                                  |
| Série de animação nacional (TV ou websérie)                   | Qualquer filme pra mim ta ótimo Beto Gomez e Rafa Rosa                                                  | - A Turma do Sextou - Oswaldo - Qualquer filme pra mim ta ótimo - Viola e Tambor |
| Longa animado nacional                                        | Miúda e O Guarda-Chuva Amadeu Alban                                                                     |                                                                                  |
| Curta animado nacional (festival ou webcurta)                 | De Onde Vêm os Dragões Grace Luzzi/Zumbi Filmes                                                         |                                                                                  |
| Curta animado nacional independente                           | TOM [Felippe Steffens]                                                                                  | - Andorinha - Nimbus - Nódulo                                                    |
| Animação publicitária ou animação produzida para broadcasting | He won't Hold you Jacob Daniel Bruson                                                                   |                                                                                  |
| Games                                                         | |                                                                                  |
| Game nacional para PC ou mobile                               | Adore Cadabra Games                                                                                     | - Addle Earth - Fatec's out: School Rage                                         |
| Literatura fantástica                                         | |                                                                                  |
| Romance nacional de fantasia, ficção científica ou terror     | Não Esqueça Carol Façanha/Editora Caligari                                                              | - Crônicas do Cretáceo: O tempo antes de nós - Filhos da Lua                     |
| Antologia nacional de fantasia, ficção científica ou terror   | Terror na Amazônia Girotto Brito (org.)                                                                 | - Curtos e Fantásticos, Vol.2 - Fios de Horror                                   |
| Quadrinhos                                                    | |                                                                                  |
| História em quadrinhos independente nacional                  | Orixás – Os Nove Eguns Alex Mir                                                                         | - Catacumba 666 - Petrus                                                         |
| História em quadrinhos nacional publicada por editora         | Anel Cardinale – As Aventuras de Fabrício Bomtempo Christian David e Ernani Cousandier/Libretos Editora | - Ecos - Quando a Música acabar                                                  |
| Série nacional de tirinhas                                    | Hotel maravilha Douglas Mct                                                                             | - Martim, Professor de Arte - Mosto Tosco                                        |

### 2022
| Categoria                                                                                       | Vencedor(es)                                                                                | Finalistas |
| ----------------------------------------------------------------------------------------------- | ------------------------------------------------------------------------------------------- | --- |
| Animação                                                                                        |                                                                                             | |
| Série de animação nacional favorita lançada em 2021 (TV ou Websérie)                            | Mônica Toy Mauricio de Sousa Produções                                                      | - Irmão do Jorel, por TV Quase, Copa Studio e Cartoon Network (Brasil) - Oswaldo, por Birdo Studio - Ba Da Bean, por Birdo Studio e Chatrone América Latina |
| Longa animado nacional favorito lançado em 2021                                                 | Bob Cuspe – Nós Não Gostamos de Gente César Cabral                                          | - Meu Tio José, de Ducca Rios |
| Curta animado nacional favorito lançado em 2021 (Festival ou Webcurta)                          | Aurora – a rua que queria ser um rio Radhi Meron                                            | - As novas aventuras do Kaiser, de Marcos Magalhães - Eduardo Punch, por Estúdio Escola de Animação - Mu & Mia, por Estúdio Escola de animação - Nem tudo acaba em pizza, por Estúdio escola de animação - Presente, por Estúdio Escola de Animação                |
| Curta animado nacional de animação independente lançado em 2021                                 | O papagaio e a pipa Tiago Mal                                                               | - Georgina, de Carolina Baptista - Janaina, de Matheus Luz - Muda, de Isabella Pannain - Nós, de David Francisco dos Santos - Portos e Raiz, de Pâmela Peregrino - Vi & Trola, de Felippe Sponton Peres Menção honrosa: - Missão Berço Esplêndido, de Joel Caetano |
| Animação publicitária ou animação produzida para Broadcasting nacional favorita lançada em 2021 | Tóquio 2020 Rede Globo                                                                      | - Calmaria, de João Marcos Nascimento e Pedro C. Almeida - Footsteps on the wind, de Maya Sanbar, Gustavo Leal e Faga Melo - Tapajós: uma breve história da transformação de um rio, de Alan Schvarsberg e Cícero Fraga - Tempo do vovô, de Neil Armstrong         |
| Games                                                                                           |                                                                                             | |
| Game nacional para MOBILE lançado em 2021                                                       | Hero Among us Fire Horse Studio[[                                                           | - Lanfordilegium: horror digital, por Studio Laura Lanford - Super Chicken Jumper, por Sewer Cat - Suspects: Mansão Mistério, por Wildlife Studios |
| Game nacional para PC ou CONSOLE lançado em 2021                                                | Unsighted Studio Pixel Punk                                                                 | - Fobia: St. Dinfna Hotel, por Pulsatrix Studios - Kaze and the Wild Masks, por Pixel Hive - Stand by me, por Garoa Studios |
| Literatura fantástica                                                                           |                                                                                             | |
| Romance nacional de fantasia, ficção científica ou terror                                       | A nova América Pedro Sasse [Parágrafo Editora]                                              | - Até que a brisa da manhã necrose seu sistema, de Ricardo Celestino [Independente] - Olhos de pixel, de Lucas Mota [Plutão Livros] |
| Antologia nacional de fantasia, ficção científica ou terror                                     | Farras fantásticas Organizado por Ian Fraser, Ricardo Santos e João Mendes [Editora Corvus] | - Assombracontos: causos que o povo conta, de Kiko Garcia e Roberto Beltrão [Independente] - Crônicas da Tormenta – vol. 3, organizado por Vinicius Mendes [[[Jambô Editora]]]                                                                                     |
| Quadrinhos                                                                                      |                                                                                             | |
| História em quadrinhos independente nacional                                                    | Aymará Rita Foelker e Laudo Ferreira                                                        | MENÇÃO HONROSA - Antologia Opera Sopa, de Diogo Pavan FINALISTA - Sinixtro, por Subúrbio Zero |
| História em quadrinhos nacional publicada por editora                                           | Crisálida Vinícius Velo [Editora Guará]                                                     | - Rumi, de Caio Zero [Editora Incompleta] - Saros 136, de Alexey Dodsworth e Ioannis Fiore [Editora Draco] |
| Série nacional de tirinhas                                                                      | Linha do trem Raphael Salimena                                                              | - 48km, de Iara Naika - Ensinamentos lídicos, de Allan Novaes e Felipe Carmo |

### 2023
| Categoria                                                                                       | Vencedor(es)                                                                    | Finalistas |
| ----------------------------------------------------------------------------------------------- | ------------------------------------------------------------------------------- | --- |
| Animação                                                                                        |                                                                                 | |
| Série de animação nacional favorita lançada em 2022 (TV ou Websérie)                            | Turma da Mônica [Cartoon Network, Mauricio de Sousa Produções e Split Studio]   | - Irmão do Jorel [Copa Studio e Cartoon Network] - O Menino Maluquinho [Estúdio Chatrone] - Monica Toy [Mauricio de Sousa Produções] |
| Longa animado nacional favorito lançado em 2022                                                 | A lasanha assassina Direção de Ale McHaddo                                      | - Meu Amigãozão [Direção de Andrés Lieban] - Tromba Trem: o Filme [Direção de Zé Brandão] |
| Curta animado nacional favorito lançado em 2022 (Festival ou Webcurta)                          | Coelhitos e gambazitas [Direção de Thomas Larson]                               | - A baleia mágica [Direção de Douglas A. Ferreira] |
| Curta animado nacional de animação independente lançado em 2022                                 | Eu nunca contei a ninguém Douglas Duan                                          | - Documento, de Pedro Brum, Luiz Bellini e Felms - O homem e o pássaro, de Lucas Ferreira Piedade e Marcus Vinicius Reis Gama - Terra sincera, de Renan Turci |
| Animação publicitária ou animação produzida para Broadcasting nacional favorita lançada em 2022 | Abertura de novela Cara e Coragem [Direção de Leonardo Fleury e Luciana Jordão] | - Aquarelado [Direção de Elisa Guimarães] - My God, It’s Full Of Stars (The Universe in Verse, Part 2) [Direção de Daniel Bruson] - Valorant \| Raze – O que for bom [Lightfarm Studios/Riot Games] |
| Games                                                                                           |                                                                                 | |
| Game eletrônico NACIONAL (PC, Console ou Mobile) lançado em 2022                                | Fobia – St. Dinfna hotel [Pulsatrix Studios]                                    | - Josh journey: totens da escuridão [Província Studio] - No place for bravery [Glitch Factory] - Punhos de repúdio [Braindead Broccoli] |
| RPG NACIONAL lançado em 2022                                                                    | O cordel do reino do sol encantado Pedro Borges [Editora New Order]             | - Herdeiro dos antigos, de Jorge Valpaços [Editora Chá] - Ordem Paranormal, de Cellbit, Dan Ramos, Felipe Della Corte, Guilherme Dei Svaldi, Pedro Coimbra, Silvia Sala e Rafael Dei Svaldi [[[Editora Jambô]]] |
| Literatura fantástica                                                                           |                                                                                 | |
| Antologia/coletânea NACIONAL INÉDITA de fantasia, ficção científica ou terror publicada em 2022 | Assombros Zé Wellington [Ed. Draco]                                             | - Rebobine o medo: o podcast das histórias perdidas, de K. J. Batista, Aniek K.I., Eduardo Andrigo, Elena DiMael, Ollie Silveira e Oswaldo C. Almeida [Independente] - Saifers vol. 2: História alternativa do Brasil, de Aelita Lear, Fernando Rômbola, Gilson Cunha, Liliane Alves, Maikel Rosa, Maysa Santiago, Rogério Pietro, Vinícius Canabarro [Independente] |
| Romance NACIONAL INÉDITO de fantasia, ficção científica ou terror publicado em 2022             | A roda de Deus Leonel Caldela [[[Editora Jambô]]]                               | - O refúgio da arte, de Evezel [Independente] - O veneno na montanha, de Bianca Jung [Qualis Editora] |
| Quadrinhos                                                                                      |                                                                                 | |
| História em quadrinhos independente NACIONAL publicada em 2022                                  | Ovelha negra Carlos Felipe Figueiras e B. Horn [publicação digital no Tapas]    | - Mizuras, do Coletivo Iukytáias - Pequenina, de Mayara Lista - Terra roxa, de Kiko Garcia |
| História em quadrinhos publicada por editora NACIONAL em 2022                                   | Sussurros do caos rastejante Fábio Yabu e Fred Rubim [[[Editora Jambô]]]        | - Bom dia, Socorro, de Paulo Moreira [[[Conrad Editora]]] - Rua, de Rapha Pinheiro [[[Universo Guará\|Universo Guará Editora]]] |
| Série NACIONAL de tirinhas lançada 2022                                                         | Edifício Celeste Thiago Krening                                                 | - Martin, professor de Arte no novo ensino médio, de Diego Marinho - t.s.carmo, de Thaís S. Carmo |